# S/S Texas
S/S Texas var ett fartyg byggt för Norge Mexico Gulf linien år 1908.

## Historia
S/S Texas såldes år 1912 till Svenska Amerika Mexiko Linien och blev då rederiets första fartyg. År 1918 grundstötte fartyget under resa mellan Argentina och Göteborg. Besättningen räddades men fartyget sjönk utanför Lister i Norge.